# Karl Lohmann
Pour les articles homonymes, voir Lohmann.
Hans Karl Adolf Heinrich Lohmann, né le 10 avril 1898 à Bielefeld et mort le 22 avril 1978 à Berlin, est un biochimiste allemand.
En 1929, il a découvert l'adénosine triphosphate (ATP).

## Biographie
Lohmann a fait ses études en chimie à Münster et à Göttingen et a obtenu son doctorat de chimie en 1924 à Göttingen.
De 1924 à 1937, il a été l'assistant d'Otto Fritz Meyerhof, d'abord au département de physiologie générale de la société Empereur-Guillaume de biologie à Berlin, puis à partir de 1930, assistant principal à l'institut de physiologie de la société Empereur-Guillaume de recherche médicale à Heidelberg. C'est là qu'il acheva ses études de médecine, par le doctorat en 1935.
De 1937 à 1952, il a été professeur titulaire de chimie physiologique à l'Université Humboldt de Berlin. À partir de 1942, il a travaillé avec le pédopsychiatre Gerhardt Kujath, qui avait pris  la direction d'une clinique neurologique pour enfants au cours de la même année à Berlin-Reinickendorf.
Dans le cadre de ses recherches sur « l'importance du  cholestérol en solution dans le diagnostic différentiel de la débilité mentale innée ou acquise », Lohmann a utilisé 124 enfants du « département pédiatrique (de) » (ce qui signifiait, dans le jargon de la direction du Troisième Reich, à des expérimentations humaines mortelles).
En 1944, il a été nommé au conseil scientifique du délégué à la santé (Karl Brandt).
Élu doyen de l'université Humboldt en 1948. Lohmann a été nommé en 1949 membre de l'Académie des sciences de Berlin.
En 1950, il prend la sous-direction, puis la direction de l'Institut médico-biologique de Berlin-Buch, qui avait été construit en 1947 sous l'égide de l'Académie des Sciences, à la demande des autorités d'occupation soviétiques[réf. incomplète].
En 1957, il est nommé président de l'Institut central d'Alimentation de l'Académie à Bergholz-Rehbrücke, près de Potsdam. Il  revient en 1961 à l'Institut médico-biologique, qui prend alors le nom d'Institut de Biochimie, puis, en 1964, prend sa retraite.
Karl Lohmann est distingué en 1951 par le Prix National de la RDA, et est nommé à la Leopoldina. Pour son 60e anniversaire, il reçoit en 1958 la médaille d'argent du service patriotique. Il a été longtemps président de la société chimique de RDA. Celle-ci a fondé en son  honneur le Prix Karl Lohmann, qui, depuis la réunification, continue à être attribué par la Société de Biochimie et de Biologie moléculaire.
Il décède en 1978 à Berlin.

## Travaux scientifiques
En 1928, Lohmann commence à travailler sur l'ATP, qui lui paraît jouer un rôle important dans les processus musculaires comme dans les fermentations. En 1931, il trouve une méthode efficace pour doser l'ATP dans les tissus : la « réaction de Lohmann » consiste en dégradation de l'ATP par la créatine-kinase.
Plus tard, il étudie le virus du carcinome d'Ehrlich provoquant la leucémie ; puis il sépare les phosphates à haute masse molaire chez les organismes primitifs, et en élucide la constitution.
Par la séparation de l'enzyme carboxylase et la détermination de sa constitution, il ouvre la voie à la compréhension du mécanisme de fonctionnement de la vitamine B1 (d'après  Priesner 1987).